# Austrocidaria praerupta
Austrocidaria praerupta là một loài bướm đêm trong họ Geometridae.